# SEA IV
De  SEA IV was een Franse tweezits dubbeldekker jager. De eerste vlucht van de SEA IV vond plaats in 1918. 
The SEA IV werd ontworpen in 1917 door Henry Potez, Louis Coroller en Marcel Dassault. Het was een afgeleide van de SEA II met een grotere motor van 370 pk. Aan het einde van de Eerste Wereldoorlog werden er door de Franse luchtmacht 1000 stuks besteld. Tijdens de wapenstilstand waren er 115 exemplaren gebouwd, welke nog een aantal jaar in Franse dienst zijn geweest. De rest van de order werd geannuleerd. 
Na de oorlog werden door de firma Aéroplanes Henry Potez nog 25 stuks gebouwd als luxe passagiersvliegtuig met een gesloten cabine voor twee personen, de Potez VII. Hieruit is later nog een race-uitvoering ontwikkeld.

## Varianten
SEA IVBasis productieversie.
SEA IV P.M.Long-range versie met extra brandstoftanks, genoeg voor zes uur vliegtijd.
SEA IV watervliegtuigIn aanbouw tijdens de wapenstilstand in  november 1918 (meer informatie ontbreekt).